# Haxeredsjön
Haxeredsjön är en sjö i Falkenbergs kommun i Halland och ingår i Ätrans huvudavrinningsområde. Sjön har en area på 0,128 kvadratkilometer och ligger 148 meter över havet. Sjön avvattnas av vattendraget Skärshultaån.

## Delavrinningsområde
Haxeredsjön ingår i det delavrinningsområde (633977-132117) som SMHI kallar för Utloppet av Tjärnesjön. Medelhöjden är 145 meter över havet och ytan är 18,07 kvadratkilometer. Det finns inga avrinningsområden uppströms utan avrinningsområdet är högsta punkten. Skärshultaån som avvattnar avrinningsområdet har biflödesordning 3, vilket innebär att vattnet flödar genom totalt 3 vattendrag innan det når havet efter 57 kilometer. Avrinningsområdet består mestadels av skog (70 procent). Avrinningsområdet har 3,3 kvadratkilometer vattenytor vilket ger det en sjöprocent på 18,3 procent.